# Medal za Lot Kosmiczny
Medal za Lot Kosmiczny (ang. NASA Space Flight Medal) – odznaczenie Stanów Zjednoczonych Ameryki ustanowione w 1981, nadawane astronautom Narodowej Agencji Aeronautyki i Przestrzeni Kosmicznej (NASA) i innym którzy odbyli loty kosmiczne w misjach NASA.

## Historia, organizacja i zasady nadawania
Medal za Lot Kosmiczny został ustanowiony  w 1981 w celu uhonorowania astronautów, według statutu „za znaczące osiągnięcia lub służbę podczas udziału osoby jako cywilny lub wojskowy astronauta, pilot, specjalista misji, specjalista ładunku lub inny uczestnik lotu kosmicznego w czasie misji lotu kosmicznego” (ang. „for significant achievement or service during individual participation as a civilian or military astronaut, pilot, mission specialist, payload specialist, or other space flight participant in a space flight mission”). W praktyce medal ten jest nadawany każdemu astronaucie (bez względu na narodowość), który odbył lot kosmiczny w misji organizowanej przez NASA. Każdy kolejny lot jest nagradzany kolejnym odznaczeniem.
Medal jest jednoklasowy i zajmuje ostatnie miejsce w precedencji odznaczeń NASA. Choć należy do kategorii odznaczeń cywilnych, rząd Stanów Zjednoczonych zezwolił na noszenie go na mundurze amerykańskich Sił Zbrojnych (w tym wypadku baretkę medalu umieszcza się po baretkach odznaczeń wojskowych).

## Insygnia
Odznaka medalu ma formę koła. Koło to otoczone jest wieńcem z liści laurowych. W jego środku znajduje się trójkąt, w którym umieszczona jest sylwetka promu kosmicznego w pozycji startowej. Poniżej trójkąta znajduje się napis NASA. Rewers medalu jest gładki z napisem SPACE FLIGHT MEDAL.
Medal jest zawieszony na wstążce koloru czarnego z błękitnym paskiem pośrodku i niebieskimi paskami po bokach, oddzielonymi od czarnego cienkimi czerwonymi paskami.
Baretka medalu jest w kolorze wstążki. Kolejne nadania medalu oznaczane są okuciami w formie gwiazdek lub liści dębu w zależności od tego czy nagrodzony ma status cywilny, czy wojskowy i w przypadku wojskowych rodzaj sił zbrojnych (gwiazdki – marynarka, liście dębu – wojska lądowe i lotnictwo).